# رعاية صحية أولية
الرعاية الصحية الأولية (بالإنجليزية: Primary health care) وتختصر "PHC" من مفاهيم السياسة الصحية التي ظهرت بعد إعلان مؤتمر ألما-آتا في الاتحاد السوفيتي (السابق).

## تعريف
| رعاية صحية أولية | الخدمات الصحية الشاملة والأساسية الميسرة لجميع الأفراد والأسر في جميع المجتمعات، والمعتمدة على وسائل وتقنيات صالحة عملياً، وسليمة علمياً، ومقبولة اجتماعياً، وبمشاركة تامة من المجتمع وأفراده، وبتكاليف يمكن للمجتمع والدول توفيرها في كل مرحلة من مراحل التطور. | رعاية صحية أولية |

 .

## الخدمات الصحية الأساسية
- توعية المواطنين وإرشادهم صحياً

- ووضع الحلول المناسبة للسيطرة والقضاء على المشاكل الصحية
- والإصحاح الأساسي للبيئة وبالأخص توفر الماء الصالح للشرب
- وضمان التغذية الجيدة
- وتقديم خدمات الأمومة والطفولة
- التطعيم والتحصين ضد الأمراض المعدية خاصة أمراض الأطفال الستة
- ومكافحة الأمراض السارية (المعدية والمتوطنة) والسيطرة على انتشارها
- وكذلك علاج الأمراض الشائعة في المجتمع
- وإجراء العمليات الجراحية الأساسية
- توفير الأدوية الأساسية.[2]

## اهمية الرعاية الصحية الأولية
تشكل الرعاية الصحية الأولية تشكل محور رعاية الصحة العامة على المستوى الدولي؛ فقد أثبت تقرير أعدته منظمة الصحة العالمية أن أهم عشرة أخطار صحية على المستوى العالمي تشمل ما يلي:
- نقص الوزن
- وزيادة الوزن
- وعدم صلاحية المياه للشرب
- ونقص الحديد
- وفوضى الجنس
- وانتشار الخمور
- والتدخين

## الأدوية الأساسية
نصف سكان العالم لا يصلون إلى أدوية ضرورية للعلاج لأسباب
- الفقر
- عدم توفر الدواء
- سوء الإدارة
- سوء الاستعمال
- عدم توازن التسويق الدوائي وفقد نزاهته.[3]

## مستويات الرعاية الصحية
غالباً ما تقدم خدمات الرعاية الصحية على ثلاث مستويات:
- مراكز الرعاية الصحية الأولية التي يجب أن تنتشر في كل مجتمع محلي ولو كان صغيراً
- ثم مستشفيات الضواحي (النواحي) ومراكز التوليد في مختلف المناطق
- ثم المستشفيات التخصصية المركزية في المدن الرئيسية.

## إعلان ألما-آتا
صدر عن المؤتمر الدولي للرعاية الصحية الأولية في عام 1978، وكانت لهجة الإعلان قوية وصريحة جاء فيها:
| رعاية صحية أولية | نعبر عن الحاجة الماسة لعمل كل الحكومات وكل العاملين بالصحة والتنمية والمجتمع الدولي في سبيل حماية وتعزيز صحة كل الناس في العالم؛ إن الصحة تعني العافية الجسدية والعقلية والاجتماعية وليست مجرد الخلو من الأمراض، وهي حق أصلي للإنسان يجب أن ترعاه القطاعات الاجتماعية والاقتصادية بالاشتراك مع القطاع الصحي، وليس من المقبول سياسياً واجتماعياً واقتصادياً اختلال ميزان العدالة الصحية بين الناس، وبالأخص بين الدول المتطورة والنامية، وكما أن التنمية الاقتصادية والاجتماعية مهمة لتحقيق الصحة للجميع، فتعزيز الصحة ضروري أيضاً لصيانة التنمية الاقتصادية والاجتماعية، ويملك الناس حق المشاركة الفردية والجماعية في تخطيط وتنفيذ برامج الرعاية الصحية، وتقع على الحكومات مسؤولية رعاية صحة شعوبها عبر إجراءات صحية واجتماعية كافية لتحقيق هذا الهدف | رعاية صحية أولية |

| رعاية صحية أولية | الرعاية الصحية ألأولية هي مفتاح تحقيق الصحة للجميع | رعاية صحية أولية |

وحدد الإعلان هدفاً صحياً لعام 2000 تتعاون عليه الحكومات والمنظمات للوصول إلى حياة بشرية منتجة اقتصادياً واجتماعياً ، واعتبر إعلانُ المؤتمر أنَّ الرعايةَ الصحية الأولية هي مفتاحُ تحقيق هذا الهدف الصحي، الذي اعتبر جزءً من التنمية المطلوبة لتحقيق العدل الاجتماعي ، والرعاية الصحية الأولية مفهوم يربط بين النظام الصحي والتنمية الاقتصادية والاجتماعية، ويشكل أول اتصال للناس بالرعاية الصحية، فتصل الخدمات الصحية إليهم قريباً من أماكن سكنهم وعملهم ، وركز الإعلان على تضافر جهود مختلف القطاعات؛ وبالأخص الزراعة، والتربية الحيوانية، والغذاء، والصناعة، والتعليم، والإسكان، والاتصالات، وغيرها، لأنه بدون التنسيق الجيد بينها لا يمكن تحقيق الأهداف الصحية، وأكد على ضرورة مشاركة الجميع أفراداً ومنظمات وحكومات، والاعتماد على الذات للاستفادة من كافة المصادر المحلية والوطنية، ودعم الرعاية الصحية الأولية عبر نظم إحالة متكاملة وفاعلة ومتعاونة، مع إعطاء الأولوية للمحتاجين، واعتبر أن فريق العمل الصحي يشمل الكلَّ أطباء، وممرضين، وفنيين، وممارسي طب شعبي مؤهلين للاستجابة الكافية لحاجات المجتمع الصحية.
وطالب الحكومات كافة بنظم صحية وطنية شاملة، تشمل سياسات واستراتيجيات وخطط وطنية لإطلاق واستمرار خدمات الرعاية الصحية الأولية . . واستنهاض الإرادة السياسية والاستعمال الحكيم للموارد المتوفرة، ودعم التعاون الدولي في هذا الاتجاه، وبالأخص لتقديم الدعم الفني إلى الدول النامية لمساعدتها في تطبيق الرعاية الصحية الأولية، وأكد إعلان ألما–آتا واجب الجميع من دول ومنظمات وأفراد في تبني الرعاية الصحية الأولية على المستوى الوطني والعالمي.

## أهداف الألفية
في عام 1977 قررت منظمة الصحة العالمية أنه يجب تحقيق الصحة للجميع بحلول عام2000.
وفي عام1981 تم تحديد أهداف مرحلية
1-توفير التغذية الجيدة للجميع بحلول1986
2-توفير مياة الشرب النقية ولإصحاح البيئي بحلول1990
3-تحصين كل الأطفال ضد الأمراض الشائعة بحلول1990. ويضاف إليها ما يستجد بعد ذلك.

### أهداف الرعاية الصحية الأولية
تم تحديد عناصر ثمانية للرعاية الصحية الأولية
1-التوعية والتثقيف الصحي
2-الإصحاح البيئي وتوفير مياة الشرب
3-توفير التغذية الجيدة
4-خدمات أمومة وطفولة متكاملة
5-تحصين الأطفال ضد الأمراض الشائعة
6-مكافحة الأمراض المتوطنة
7-علاج الأمراض الشائعة
8-توفير العقاقير (الأدوية) الأساسية

### شروط تقديم الرعاية الأولية
وهذه العناصر يجب تقديمها طبقا للأسس الأتية
1-عدالة التوزيع
2-التقنية المناسبة
3-التنسيق مع الجهات ذات العلاقة بالرعاية من الجهاز الصحي وخارجة
4-مشاركة المجتمع

## تصريح مديرة منظمة الصحة العالمية
في عام2008 كتبت الدكتورة/مارجريت تشان المديرة بمنظمة الصحة العالمية تنعي إعلان ألما –آتا.
الدول الكبرى حققت لمواطنيها الصحة بطرقها الخاصة. ومع انهيار المنظومة الاشتراكية لم تعد تلك الدول تهتم إلا بالجائحات المتفشية التي تهدد صحة مواطنيها مثل الإدز وسارس وإنفلوانزا الطيور وغيرها.